# Прецедентне право Суду Європейського Союзу
Прецедентне право Суду Європейського Союзу — судова практика, розроблена Судом Європейського Союзу. Прецедентне право є одним із джерел права ЄС. Через свою прецедентну практику Суд Європейського Союзу встановив ряд важливих принципів, включаючи принцип прямої дії та принцип примату.
Прецедентне право розвивається Судом Європейського Союзу через його рішення у різних справах. Значна частина прецедентного права випливає з преюдиційних запитів.

## Методи тлумачення
У рамках своєї прецедентної практики Суд Європейського Союзу розробив певні методи тлумачення для тлумачення права Союзу, коли виникають неясності. Європейський суд послідовно схилявся до методу телеологічного тлумачення (тлумачення, орієнтованого на ціль), що означає, що тлумачення має здійснюватися цілеспрямовано, тобто виходячи з того, якою є мета певного положення. Метою такого методу тлумачення є забезпечення максимального дотримання мети різних положень права Союзу, щоб уникнути необґрунтованих наслідків і заповнити прогалини, які інакше виникли б у застосуванні права Союзу. Таким чином, необов’язкові акти або необов’язкові частини акта, зокрема, формулювання преамбули, можуть мати велике значення для тлумачення юридично обов’язкових положень.
У деяких випадках Суд Справедливости також використовує метод багатомовного тлумачення, який передбачає порівняння різних мовних версій, усі з яких є однаково дійсними, щоб визначити, як слід тлумачити конкретне положення. Суд Справедливости також припускає автономне тлумачення, що означає, що всі поняття в рамках законодавства Союзу повинні тлумачитися незалежно від визначень, які вони можуть мати в національному правопорядку, якщо право Союзу прямо не посилається на національне законодавство. Метою є забезпечення однакового тлумачення та застосування права Союзу на всій території Союзу.

## Принципи
Суд Справедливости встановив низку важливих принципів у своїй прецедентній практиці. Одним із найважливіших є принцип прямої дії, який означає, що положення права Союзу в певних випадках створюють права, на які особи можуть посилатися безпосередньо в національному суді. Іншим важливим принципом є принцип примату, який означає, що національне положення, яке суперечить праву Союзу, не може бути застосоване судом чи іншим органом. Навіть необов’язкові правові акти можуть мати значення для тлумачення національного та європейського права через так звану непряму дію.